# أوكوبو توشيميتشي
أوكوبو توشيميتشي (ياليابانية: 大久保 利通) عاش (1830-1878م) من رجال السياسة في اليابان، يعدّه المؤرخون أحد الثلاثة مع كل من كيدو تاكايوشي وسائيغو تاكاموري، من الذين ساهموا في الحركة التي أعادت الإمبراطور إلى أعلى هرم السلطة (استعراش مييجي). كانت له اليد الطولى في الكثير من الإصلاحات والتي كانت تهدف إلى عصرنة البلاد وتحديثها. كان متسلطا في طريقة حكمه واحتكر كل القرارات المهمّة. انتهى به الأمر إلى أن مات مقتولا.

## المولد والنشأة
ولد أكوبو في كاغوشيما (鹿児島) (مدينة في أقصى الجنوب على جزيرة كيوشو) لعائلة متواضعة كان أفرادها من رجال الساموراي. تلقى تربية تقليدية غلب عليها الطابع العسكري، كان سائيغو تاكا-موري أحد زملائه أثناء فترة دراسته الأولى. واجه والده متاعب سياسية بعد أن اشترك في إحدى المؤامرات السياسية، منع بعدها من تعاطي السياسية وأمور الحكم، كما طالت العقوبات ابنه أوكوبو فطرد من وظائف الدولة. إلا أنه عاد بعدها واشتغل سنة 1858 م كمدير للضرائب، كما التحق في نفس الفترة بالمجموعة التي كانت تؤيد الحق الإمبراطوري في السلطة وتنشد الإطاحة بالنظام الشوغوني. غلب عليه التوجه المحافظ في بداية حياته السياسة، فكان يعارض انفتاح اليابان على الخارج، كما أبدى تأييدا لفكرة الإطاحة بنظام الـتوكوغاوا بالقوة.

## الاحتكاك مع الغرب
أخذ تأثيره على من حوله يتزايد، فأصبح سنة 1862 مستشارا لسيد منطقة ساتسوما، اقترح أوكوبو على سيده إجراء إصلاحات داخلية كما وضع خطة تهدف إلى زيادة دائرة تأثير العشيرة أكثر على البلاط الإمبراطوري.
عدل في مواقفه في فترة لاحقة فحاول أن يصلح بين البلاطين الإمبراطوري والشوغوني. قام بترتيب زيارة الشوغون للبلاط في كيوتو. بعدها بفترة وجيزة قام أنصار الشوغون بعمل انقلاب في كيوتو (سنة 1863)، عززت هذه الحركة الجديدة من مواقف أوكوبو المناهضة للنظام القائم.
في نفس السنة (1863) قام الأسطول البريطاني بمهاجمة ميناء كاغوشيما البحري، طلبا للقصاص بعد مقتل أحد البريطانيين على يد بعض الساموراي من رجالات أصحاب معقل ساتسوما. أسفر الهجوم عن تدمير الميناء بأكمله. اقتنع أوكوبو بعدها بضرورة فتح المجال للحوار مع الغربيين. قام وأتباع الحركة الجديدة بتأسيس مدرسة بحرية في كاغوشيما، وأرسل العديد من رجال الساموراي إلى بريطانيا للدراسة فيها. سنة 1866 تحالف ورفيقه سايغو تاكاموري (كانا يمثلان قيادي معقل الساتسوما) مع كيدو تاكايوشي والذي يعد من كبار قيادي معقل التشوشو المناوئين للنظام الشوغوني أيضاُ.

## العهد الجديد
بمجرد أن اعتلى الإمبراطور الجديد مييجي العرش، قامت قوات المعقلين المتحالفتين، الساتسوما التشوشو بالاستيلاء على القصر الإمبراطوري في كيوتو، حدث هذا يوم 3 يناير 1868م. لم يعمر النظام الحاكم بعدها طويلا، فقدم الشوغون استقالته للإمبراطور الذي أصبح يحكم البلاد رسميا. أصبحت السلطة الحقيقة في أيدي جماعة أكوبو وأتباعه. استطاع بفضل دهائه أن يمرر قرارات مهمة فيما تحمل كل من تاكايوشي وتاكاموري تبعاتها. كان من أهمها إلغاء المعاقل الإقطاعية سنة 1868م، وقام بإصلاح نظام الجباية، كما أنهى حق رجالات الساموراي في حمل السلاح.
قام أوكوبو برفقة أعضاء من الحكومة اليابانية الجديدة بزيارة للدول الغربية دامت سنتين (من 1871-1873م)، قابل أثنائها المستشار الألماني أوتو فون بسمارك، واطلع على آخر التقنيات والنظم السياسية الغربية. بعد عودته استمر في نهجه الإصلاحي الوطني، شكل حكومته سنة 1873م، كان يريد الإسراع في عملية تطوير الصناعة وتحديث اليابان. قام بتنحية حليفيه السابقين، كما استغل منصبي وزير الداخلية ورئاسة الوزارة للاستبداد بالسلطة والقضاء على أية معارضة.

## الإصلاحات
أحدث حركة إصلاحاته موجة من الاستياء وسط أفراد المجتمع القديم المحافظ، قاد حليفه السابق سائيغو تاكاموري (西郷 隆盛) إحدى حركات التمرد سنة 1877م، كان أغلب أتباعه من رجال الساموراي ممن كانوا في خدمة أصحاب معقل الساتسوما. وجّه أوكوبو توشيميتشي جيشا من النظاميين للقضاء على هذه الثورة. كان أوكوبو في نظر المحافظين خائنا، كما حمل عليه دعاة التحديث نظرا لطريقته الاستبدادية في إدارة الحكم. انتهت حياته يوم 14 مايو من سنة 1878م مقتولا على أيدي أحد أتباع سائيغو تاكاموري والذي أراد أن يثأر لمقتل سيده.

## مواضيع ذات صلة
- فترة مييجي

## روابط خارجية
- أوكوبو توشيميتشي على موقع الموسوعة البريطانية (الإنجليزية)